# Igualitarismo político
El igualitarismo político es un principio que consiste en el acceso equitativo a los mecanismos de representación y participación política, en la distribución inclusiva y justa del poder o influencia política, y en la ecuanimidad en los procesos y trato a los ciudadanos con independencia de sus características, como la raza, la religión, la riqueza o la inteligencia.
El igualitarismo político, a la par que el concepto próximo de igualdad política, son principios fundacionales y fuentes clave de la legitimidad para muchas democracias y sus constituciones, tales como el principio del sufragio universal o el de Igualdad ante la ley.

## Conceptos clave

### Igualitarismo
El igualitarismo es un conjunto de teorías principalmente discutido en la filosofía política que considera que todos los ciudadanos, por cuanto tienen el mismo valor intrínseco, deberían sean tratados y respetados por iguales. Los igualitaristas buscan no sólo la distribución bruta del poder y los recursos de forma equitativa, sino también en perseguir tal igualdad a través de influir en los diferentes procesos y formas de relacionamiento que emplean los ciudadanos entre sí y frente a otros agentes relevantes, como sus representantes o grupos de interés.

### Igualdad política
Para el igualitarismo político, la igualdad política sólo se logra cuando las normas, reglas y procedimientos que gobiernan la comunidad brindan la misma consideración a todos.
Autores en esta línea, como Robert Dahl, consideran que el ideal de democracia supone a la igualdad política como deseable, por cuanto es éste el principio que debería guiar todo procedimiento democrático, pues ambos, igualdad política y democracia, se apoyan en el valor intrínseco de cada persona (que él llama igualdad intrínseca) y en los ánimos de contrarrestar la tendencia del poder centralizado a la corrupción.

### Igualdad ante la ley
La igualdad ante la ley supone que la ley debe aplicarse a todas las personas por igual y sin excepciones. Así, por ejemplo, la libertad de expresión debe aplicarse por igual a todos los miembros de la sociedad.
Algunas leyes pueden diseñarse para ayudar a minimizar la aplicación de la ley de forma desigual. Las constituciones adecuadamente diseñadas, por ejemplo, pueden contribuir a proteger los derechos políticos de distintas poblaciones en democracias ya funcionales. Caso contrario y especialmente en aquellas constituciones que no suelen estar en constante revisión, es más probable que se vulneren de forma sistemática los derechos de aquellas poblaciones que figuran como minoría o que tienen un acceso poco eficaz en los mecanismos de representación y participación política.